# La Revanche du passé
La Revanche du passé est un film français muet de court métrage réalisé par René Leprince, sorti en 1912.

## Fiche technique
- Réalisation : René Leprince
- Société de production et distribution : Pathé Frères
- Pays : France
- Format : Muet - Noir et blanc - 1,33:1 - 35 mm
- Métrage : 405 m
- Genre : Drame
- Durée : inconnue
- Date de sortie : 
  -  France - 13 septembre 1912

Sources : Fond. JérômeSeydoux et IMDb

## Distribution
- Gabriel Signoret
- René Alexandre
- Juliette Clarens : Jeanne